# 1・2の三四郎 2
『1・2の三四郎 2』（いちにのさんしろう ツー）は、小林まことによる日本の漫画。

## 概要
『週刊ヤングマガジン』（講談社）にて、1994年第17号から1998年第25号に隔週連載された。プロレスを題材にした漫画。単行本は講談社ヤンマガKCから全6巻。
作者の過去作『1・2の三四郎』の続編にあたり、プロレス界から引退していた主人公が、同期のライバルや周囲の人々に懇願され渋りつつも復帰し、かつての後輩がエースとして君臨する団体に席捲されそうになっている日本のプロレス界を立て直していくというもの。
作者がプロレスファンであるため、作品内のプロレス業界の描写や、技のかけ方や力の入れ具合に至るまで綿密に描かれている。
前作から10年も経って続編を描いたことについて、作者は単行本最終巻の巻末インタビューで「最初はカッコイイ男を主人公にしようって思っていたんだけど、なかなか思いつかなくて。そんな時『あぁそういえば三四郎がいたなぁ』って思い出した。どうせ描いても三四郎みたいになるなら、いっそのこと続編にしちゃえってなった」と述べている。
アンチ格闘技系プロレスであるかのような描写もあるが（実際、掲載初期の頃「UWFはあまり好きじゃない」と作者が発言したこともある）「最初はプロレスは楽しく見るものって意識があったから。でも連載が進んでいくうちに、格闘技の持っている緊張感も必要だなってだんだん思うようになった。猪木の異種格闘技戦なんか好きだったからね」と述べている。
この作品の続編として『格闘探偵団』が執筆された。

## あらすじ
3年間の海外武者修行を終えて帰国したプロレスラー・東三四郎は、その間に所属団体の新東プロが解散していたため引退し、ファミレスの雇われ店長として働いていた。
それから2年後。三四郎の店にかつての三四郎の同僚レスラー・五頭信が現れる。両膝を壊して自分の立ち上げた団体であるFTO（実在のプロレス団体・プロレスリングFTOとは無関係）から解雇された彼は、新団体を立ち上げることを決意し、そのエース格として三四郎に復帰を懇願しに来たのだ。しかし三四郎は頑として首を縦に振らなかった。
後日、三四郎は五頭の様子が気になり、後楽園ホールの「ドリームチーム」旗揚げ戦を観に行き、五頭のふがいない姿を目の当たりにする。
かつて一大勢力だった新東プロが崩壊し、日本のプロレス界は16もの団体が乱立し戦国時代に突入していた。その中でも人気実力ともNo.1だった五頭率いるFTOは順調に客足を伸ばしていたが、1年程前にキックやサブミッションを中心とした格闘技系プロレスを標榜した赤城欣市が「五頭のプロレスは子供騙しのショー」と反旗を翻し、五頭もまた「大人から子供まで楽しめるのがプロレスだ」と反論し、お互いの主張を譲らなかった。かくして世代闘争の一騎討ちを行い、五頭は赤城の前にボロボロにされ5戦5敗と完敗を喫した上に両膝を壊されてしまっていたのだった。
赤城の、自分達のプロレスを否定する発言に心を揺さぶられ、「闘魂」に火がついた三四郎。誰よりも最強であることにプライドを持つ三四郎は、復帰の意志を見せる。
最強のプロレスラー・東三四郎の新たなる闘魂伝説が幕を開けようとしていた。

## 登場人物

### ドリームチーム
FTOを追われた五頭信が立ち上げた、日本で17番目の団体。旗揚げ戦で入場者数52人という不入りでスタートするが、元新東プロの実力派だった東三四郎以下、元「桜軍団」のレスラー達が入団し活気を見せ始める。後に、後述のリングリーダァを吸収し、プロ柔道や田中プロレスの残党を受け入れた事により、正統派のプロレスからデスマッチのようなハードコアな試合、格闘家による格闘技戦等が見られるバラエティに富んだ団体となっている。
東 三四郎（あずま さんしろう）
本編の主人公。かつての新東京プロレス（以下新東プロ）で最も将来を嘱望されたレスラーであり、当時は最強ヒール集団の「桜軍団」に所属していた。新東プロの若手戦線で五頭らと熱い戦いを繰り広げていたが、高校時代からのガールフレンド志乃と結婚し入籍した直後に3年間の単身長期アメリカ武者修行に旅立つ。アメリカではヒールレスラー「ザ・カミナリマン」として活躍。非公式もあわせ1000試合をこなしたがその半分がプロレスラーを舐めて挑戦してくる素人チャンピオンを完膚なきまでに叩きのめしプロの凄さを伝えるためのものであった。その強さと凶悪さは全米中を震え上がらせたという。新東プロ時代のデビュー戦で負けた以外は実に9年間もの間フォール、ギブアップ負けをしたことがない。無類のタフネスさとナチュラルなパワーを誇り、馬之助によると「とにかくつまらない技でも1つ1つが重いから効く」。ガチンコのレスリングをさせたら若手時代から一番強かったとされ、古参のファンを中心に多くのプロレスファンが今も「東三四郎最強説」を信じて疑わない。テクニックよりも己の野性的な闘争本能で戦うリアル・プロレスラー。ニックネームは「闘魂」。口癖は「ウッシャ～～～～!!」。
武者修行を終えて日本に帰国するも、新東プロは社長の塚原のサイドビジネス失敗から不渡りを出してしまい、解散した後だった。そういった事情と3年間淋しい思いをさせた志乃のことを思い、プロレスから足を洗ってファミレスの雇われ店長として2年間を過ごす。その間も基礎トレーニングだけは怠っていなかったらしく、今でもファミレスに不法駐車した車を簡単に素手で引き摺ることも出来るパワーを堅持。そこにかつてのライバル・五頭が現れ、突然現役復帰を懇願されるが、その時は「今の安定した生活を壊すわけにはいかない」としてこれを拒否。しかし三四郎の店でアルバイトをしていた本間ほたるの説得と、かつての後輩・赤城欣市の挑発に乗る形でリングに戻ることを決意。鈍った身体をかつての鋼のような肉体に戻す為2ヶ月間の猛トレーニングを課した。新東プロ時代に培った練習量と経験がハンパではなく、すぐに当時の力と勘を取り戻し、そのパワーは750CCのバイクを正面からブレーンバスターで持ち上げられるほど。プロレスラーが皆怖れる赤城と戦う理由を「ヒマだから」の一言で片付けてしまうほど、その実力と自信（単に「何も考えてないバカ」とも揶揄される）は常人では計り知れない。
性格は極めて単純で騙され易く、暗示にかかりやすい。己の強さに相当な自信を持っており、負けることなど一切考えていない。復帰後各プロレス団体に挑戦状を送ったが、そこでも「自分が強すぎて誰も挑戦してこないから、こっちから挑戦してやる」と傲慢不遜な文章を書いており、案の定一部を除いては対戦を拒否される。これは劇中の団体ではなく、実在のプロレス団体に宛てて挑戦状を送っており、各団体選手からの返事が直筆で掲載されていた。挑戦された中には女子プロレスラーのアジャ・コングまでいたが、三四郎は「あんまり強いんで男かと思った」と発言している。元祖闘魂・アントニオ猪木のブロンズ像を神様として崇めている。
他人より尾てい骨が少し長く、自分の意志で動かすことができる。志乃は病気ではないかと心配したが、診断した医師によると、退化した「尻尾」とのこと。また相手の攻撃を避けることだけは生まれて間もない頃から得意だったらしく、まだおすわりができるようになった頃に三四郎の姉が落としたお手玉をあっさりかわして見せたという。
妻の志乃とは大恋愛の末に結婚。しかし自身のアメリカ遠征で離れ離れになっていた期間が長かったからか、帰国後は何かというと乳繰り合ってしまい、職場のファミレスには遅刻ばかりしていた。「むにゅ（志乃の胸の間に顔をうずめる）」を行うことで元気を回復するらしい。
得意技は、強烈無比なラリアットと師匠譲りのヘッドバット、ゲーリー・オブライトばりのジャーマン・スープレックス、バックドロップ、そして一撃必殺の垂直落下式ブレーンバスター。また、寝技の能力も高く、同僚の保坂とスパーリングしたさいにも余裕の表情を浮かべ圧倒している。作者によれば、三四郎の決め技にブレーンバスターを選んだのは「昔、ローラン・ボックが出てきて人間風車を使ったとき、あの古臭い技がこんなにすごいんだって再認識させられた。あの驚きを漫画の中でも出したかった」からと述べている。
五頭 信（ごず しん）
ドリームチーム代表取締役社長兼レスラー。元アマレスチャンピオンで新東プロの黄金期を支えた若手実力No.1レスラーであり、三四郎のライバルだった男。ニックネームは「炎の男」。新東プロ解散後は新東プロのメンバーを引き連れて自らをエースとするプロレス団体「FTO」を立ち上げ、人気団体にまで押し上げたが、所属レスラーで若手の実力者・赤城欣市が格闘技色の強いプロレスを打ち出し「五頭のプロレスは単なるショーだ」と突如として反旗を翻され、「プロレスとは大人も子供も楽しめるものでなけりゃならない」という信念を持つ五頭は世代闘争による一騎討ちを承諾。しかし1年間の世代闘争の末に5戦全敗という結果に終わり、更にその試合で両膝を破壊されてしまいレスラーとしての全盛期に完治不能な深手を負ってしまう。赤城に乗っ取られる形でFTOから去ることになるが、その際赤城に「切符売りとして残ってくれ」と言われ、レスラーとしての意地からこれを拒否。自分を慕ってついてきた谷、保坂と共に新団体「ドリームチーム」を立ち上げる。後楽園ホールでの旗揚げ戦ではメインイベントで来日したザ・スノウマンと対決。しかし満身創痍の身体で思うように戦えず、一方的にスノウマンに攻められた末、最後はアルゼンチン・バックブリーカーで失神KOを喫する。その上、観客動員数もカメラマンを含めて僅か52人しかいないという惨憺たる有様で、一時は思いつめた末にマンションのベランダ外から首を吊っての自殺未遂も図った事がある（結果としては首を絞めたロープの方が切れて５階から落下。幸いにも途中木に引っ掛かった事や鍛えた身体がクッションとなって足の骨折や掠り傷等で済んだ上、テレビのニュースキャスターからは薄ら笑いの表情で「普通の人なら二度死んでいた」と報道される等散々なものであったが、この自殺未遂騒動が後に三四郎達がリングに復帰する伏線となった）。
既に自らの身体では満足なプロレスを見せられないことを知っており、かつてのライバルだった三四郎が帰国している情報を掴んだ五頭は、三四郎の働く店に現れ自らの団体でエースとして復帰することを嘆願する。最初はにべも無く拒否されるが、店のアルバイト店員だった本間ほたるの助力もあって、紆余曲折の末に三四郎たち元「桜五郎軍団」の実力派レスラーたちを引き入れることに成功する。三四郎たちも若手の頃、自分たちの最初の壁になった五頭の実力を高く評価している。逆に五頭の三四郎たちの評価は「人間としては許せないが、レスリングだけは真面目」。
自分を慕うあまり、学校をサボってドリームチームを手伝っていたほたるのことを心配して学校へ戻るように言うが、ほたるの複雑な家庭環境を知ってから徐々に気になる存在になる。結局藤原への恩とほたるの意志の固さに負けて入門を許可するが、自分の不甲斐なさでプロレスをやらせてしまっていると思い、ほたるが戦うたびに「すまねぇ…」と泣いている。
三四郎との絡みで知り合うことになり、結果として自分の団体に所属することになったほたるを心配していたが、それはいつしか恋愛感情へと移り変わっていった。三四郎対赤城戦後、女子アマレスチャンピオンとの対戦を控えたほたるに対し、五頭は古傷の腰を痛めているにもかかわらず自らがアマレス出身という事もありスパーリングを買って出る。その際「自分が勝ったら結婚してくれ」とプロポーズ。ほたるは「体がガタガタの今の五頭には負けない」と対戦を承諾するが、五頭が意地で放った全く威力のないジャーマンスープレックスに五頭の本気を感じて、フォールされたままギブアップと宣言。両思いを改めて確認する。その一部始終と見ていた三四郎・志乃・キャンディ藤原らは「まったく、やってられませんわ」などと呆れ返っていた。
西上 馬之助（にしがみ うまのすけ）
元桜軍団の若手レスラー。関西出身で、三四郎の高校時代からの親友でプロレス入りも三四郎と一緒。元はアマチュアレスリング出身で、軽量ながら高校時代はインターハイで優勝するなど抜群のレスリングテクニックを持っている。三四郎がアメリカに渡っている間に、メキシコ修行へ出ていたらしく、マスクマン「ザ・オコノミマン」としてルチャリブレ殺法と変幻自在のグラウンドテクニックを駆使し「メキシコの英雄」と呼ばれた人気レスラーだった。しかし新東プロ不渡りによる解散を経てレスラーから引退。「かおり」という元ミス沖縄の女性と結婚し、沖縄で味が自慢のお好み焼き屋を経営していた。ニックネームは「テクニシャン」。
引退してからトレーニング等はほとんどやっていなかったらしく、その上に中年太りでたるんだお腹になっている。五頭の自殺未遂騒ぎで再会した三四郎達と共に赤城に挑発されて現役復帰を決意。しかし復帰の際に妻に反対されて離婚。お好み焼き屋も慰謝料代わりに手放すことになってしまった。
馬が合うのか合わないのか、三四郎とは逢えばお互いを「アホ」「バカ」と罵り合い、喧嘩ばかりしているが、お互いの実力の程は良く判っていて、スパーリングでも三四郎の相手をできるのは自分以外にいないと理解している。今でも現役時代と変わりないキレのある動きができるが、トレーニングを怠っていたことでスタミナ不足らしく、たるんだお腹を無理矢理凹ませて試合をする為（それでも凹ませた状態ならばファンから「全盛期のミル・マスカラスばりの美しい筋肉は健在」と評されているが）、長時間のファイトは出来ないらしい。
得意技は空中殺法と必殺のジャーマン・スープレックス。復帰後はデルフィンスペシャル1号まで繰り出している。
三四郎対赤城戦後、離婚した奥さんと復縁。
成海 頁二（なるみ ぺいじ）
元桜軍団の若手レスラー。スキンヘッドで長身痩躯の元空手チャンピオン。最初は新東プロに入るつもりでいたが、入門テストで一緒になった三四郎を気に入り、共に桜五郎軍団に入る。それ以外にも、塚原巧の娘が風呂の掃除をしている時、知らずに全裸で浴室に入り、全裸を見られた事で、恥ずかしくて新東プロにいられなかったらしい。新東プロ解散後はレスラーを辞めて寺の住職になっていた。しかし五頭の自殺未遂騒ぎで再会した三四郎達と共に赤城に挑発されて現役復帰を決意。「探さないで下さい」の書置きを残し、三四郎たちの元へ馳せ参じる。
普段は無口だが喋ると「ウガ」としか言わない（本当は普通に喋れるのだが、喋るとコテコテの関西弁になってしまう為、無理に標準語を喋ろうとするが、結果的に喋れない為「ウガ」となってしまう）。しかしそれでも三四郎たちは彼が何を喋っているのか理解できる。試合用の空手の道着には「有我」と書かれている。
実家は大阪で家具問屋を営み、上に美人の姉が3人いて、家族からは「ぺーちゃん」と呼ばれている。
そのファイトスタイルは自身の空手をベースにしたもので、蹴り技が主体。その全てが強烈無比だが、反面寝技は苦手らしく、三四郎曰く「立っている時はべらぼうに強いが、一旦寝かされるとただの棒切れ」。得意技は各種の蹴りとニールキックとギロチンドロップ。
谷 晴彦（たに はるひこ）
元新東プロの中堅レスラー。FTOを去る五頭について「ドリームチーム」の旗揚げメンバーとして参加する。相撲出身のあんこ型の体型で、威勢はいいが、実力はソコソコで、後輩である三四郎たちに及ばない。得意技はスモウチョップとスモウタックル。
保坂 健二（ほさか けんじ）
元新東プロの中堅レスラーで、かつて三四郎のデビュー2戦目の初シングルマッチの対戦相手を務めた。谷と共に五頭について「ドリームチーム」の旗揚げメンバーとして参加。こちらは本格派のレスリングを展開する実力を持っているが、三四郎たちには敵わず、スパーリングで三四郎に翻弄されている。
本間 ほたる（ほんま ほたる）
三四郎が店長を務めていたファミレスでアルバイトをしていた黒髪のロングヘアを持つ美少女女子高生。三四郎を訪ねてきた五頭の誠実さに惹かれて「ドリームチーム」のバイトとして転がり込む。明るく楽天的な性格で、頭はあまり良くないようだが、逆に体力には自信があるらしく、人の気持ちによく気がつく。とにかく気が強くハキハキした言動が多く、復帰を渋る三四郎にハッパをかけて焚き付けたり、高校時代の志乃を思わせるからか、ファミレス時代から三四郎も気に入っていた。ファミレスでは三四郎不在の時に酔っ払った客を自ら抓み出した経験もあるらしい。
実は両親が既に離婚していて、父に引き取られたが、父は愛人のところに出入りし家にはほとんど帰って来ず、生活費を稼ぐ為にアルバイトをしていた。五頭に学校をサボってドリームチームの手伝いをしていることを咎められるも、離れたくない一心で学校を退学し、自らもプロレスラーになることを志願。キャンディ藤原を頼り、共にドリームチーム入りする。何の格闘技経験も無かったが、根性だけは人一倍あり、キャンディ藤原の厳しい猛特訓により、ド新人ながら徐々にレスラーらしい顔つきになっていく。勝つためなら凶器攻撃も辞さない必死さと、新人ながらそのルックスの良さで会場人気は一番。河口の撮ったほたるの写真は1枚500円で飛ぶように売れている。得意技は伸びのあるドロップキックと「ファイアフライ・スペシャル（トップロープからのヒップドロップ）」。
キャンディ藤原（キャンディふじわら）
ベテランの現役女子プロレスラー。PPW女子プロレスのコーチ兼選手であり、道場の無いドリームチームに練習場としてPPW女子の道場を貸していた。昔から三四郎たちの実力は良く知っていたようである。後にほたるの情熱を買ってPPW女子を抜けて「ドリームチーム」に移籍。現役選手兼ほたるのコーチ教育係としてほたるを一人前のレスラーにするべく鍛え上げる。田中プロレスとのタッグマッチで、ほたるの根性を見るためあえて助けに行かない、などコーチ役としての親心も見せた。女子ながら関節技を得意としたファイトスタイルで、スタイルは抜群であるものの、顔は某男子レスラーに似ている。
PPW女子を抜けた本当の理由は、広報の山崎が好きでしょっちゅう電話をかけていたところ「もうかけてこないで下さい」と言われて失恋したから。リングネームの由来はJWPで活躍した女子プロレスラーキャンディー奥津と藤原喜明から取られた。
東 志乃（あずま しの）
三四郎の妻。元々高校時代からのガールフレンドで、トレードマークは黒のロングヘアとヘアバンド。柔和な顔と抜群のプロポーションを持ち、誰にでもすぐ打ち解ける明るい楽天的な性格。三四郎とは大恋愛の末に結婚したが、その直後に三四郎が長期アメリカ遠征に出てしまったため、三四郎が帰国してからはそのベタベタ振りに拍車がかかっているようで、ヒマさえあれば裸になって乳繰り合っている。普段は専業主婦をしているようで、三四郎の復帰後はドリームチームの世話役としてほたると共にちゃんこを作ったり、会場整理やグッズ販売など裏方作業を一手に引き受ける。夫の職業を良く理解している懐深い女性。しかし人前で豊満な胸に三四郎の顔をうずめさせたり、美鈴亮が自宅に訪ねてきてもノーブラのまま出迎えたり、あまり恥じらいというものが無い。
帰国後に三四郎がアメリカで稼いだファイトマネーを頭金に不動産投資目的で高級マンションを購入。しかし三四郎が現役復帰することになりそれを売り払おうとするも、バブルの崩壊で値崩れしてしまい、たとえ3000万で売っても利子と合わせて2000万以上の借金があることが発覚。それでもリングで戦う三四郎が一番輝いていると復帰を全面的に支援する。
赤城戦を前にほたるから「もし三四郎さんに何かあったらどうするんですか?」と問われて「これで赤城君を刺すわ」と買い物篭から包丁を取り出したように、三四郎は志乃のすべてといってよいのかもしれない。
河口（かわぐち）
ほたるの同級生でカメラ好きの高校生。ほたるのことが好きで、いつも隠れてはほたるのパンチラを盗撮していた。実は子供の頃からのプロレスファンであり、特に無類の強さを見せる東三四郎の大ファン。良く会場に出かけては三四郎がトイレに入っているところや着替えで尻を出しているところを撮ったりしていたカメラ小僧として三四郎の記憶にも残っていた。
ほたるに盗撮しているところを見つかってカメラを壊されてしまうが、ひょんな事からプロレス（三四郎）ファンであることを知られてしまい、バイト先の店長が三四郎本人と確かめたかったほたるから三四郎の首実見を依頼される。その後はほたるやドリームチームの面々と仲良くなり、自身の保管していたプロレスの資料を五頭の自宅兼ドリームチーム事務所に大量に持ち込んだり、学校が休みの時は会場で本間ほたるの写真を売ってドリームチームを応援する。
実は体が弱く、運動すると病気が出るために激しく運動することが出来ない。それがあっていつも元気なほたるやプロレスに強い憧れを持つようになる。会場ではアマチュアカメラマンとして三四郎たちの試合を写真に収めている。将来はプロレス報道のカメラマンになるのが夢で、会場に度々現れる謎のカメラマン（岩清水）に憧れを抱く。

### ドリームチームが挑戦状を送った実在のレスラー
連載時期には団体数が多く、他団体に交流戦を求めたがほとんどの団体から断られている。
グレート・サスケ
みちのくプロレスのオーナー兼エース。「前略 この度貴殿より挑戦を受けた件ですが、弊社にて検討・協議の結果、『何のメリットもない』と判断しましたので、今回は見送らせて頂きます。何卒御了承下さい。 敬具」と丁重に拒否した。
新崎人生
「只今、米国WWFに於いて巡礼中により、貴殿の挑戦に答える術なし」と返答して拒否。また、渡米直前に成海頁二と道ですれ違い、互いに無言でポーズを決めて挨拶を交わし（その際に成海は「人生がテレパシーで『今からアメリカに行くよ』と返して来た」と三四郎に伝えている）、「あいつ、素人じゃないな」と成海の実力を認める趣旨を呟いている。
天龍源一郎
連載当時のWARの看板レスラー。「否!」と一言で拒否。追伸として「何年も休んでいて、ポッと出て来てプロレスをなめてるんじゃないのか？何が天龍とやりたいだ。ふざけるな、バカヤロー！」と三四郎を厳しく非難した。
アジャ・コング
連載当時は全日本女子プロレスのトップヒールだった。「東三四郎殿　私はオンナだ!! ……けど、いつでもやってやる！」と許諾の返信をした。三四郎曰く「あまりにも強いので男だと思った」とのこと。
アントニオ猪木
前作でも本人が登場しているが今回は手紙の返事のみ。「いつ何時誰の挑戦でも受ける」と容認していたが、志乃が「これを視ると三四郎が舞い上がって試合どころではなくなる」と三四郎には伏せていた。猪木が三四郎を覚えていたかは不明であるが、三四郎が「猪木信者」という事は変わっていないらしい。
なお、返事の手紙は赤城戦の後に志乃が三四郎に渡し、「きっと三四郎へのメッセージだったのよ」と志乃なりの解釈を付け加えていた。

### リングリーダァ
美鈴拳が立ち上げた際物のインディ団体。「リングリーダァ」とは「悪の親玉」という意味で、世界一の悪党を決めるというのがコンセプト。それ故凶器の使用や有刺鉄線マッチ、五寸釘板マッチは当たり前。怪我人も数え切れない。それなりに人気を獲得しているようで、熱い支持者たちもいる。三四郎に美鈴が負けたことによりドリームチームに吸収され、団体としてのリングリーダァは消滅する。美鈴以外の若手は独身者が多く、初対面の志乃やほたるに興奮状態に陥ったりしていた。
美鈴 拳（みすず けん）
リングリーダァ社長兼エース。アメリカ遠征中の三四郎とカンサス地区で半年ほどタッグを組み、アメリカンプロレスの何たるかを教え、私生活面での世話もしていた恩人。三四郎も認めるテクニシャンだったらしく、その後怪我で一度は引退したが、帰国後に「リングリーダァ」を立ち上げ、過激なデスマッチを売りにするレスラーに変貌していた。三四郎から出された挑戦状を受け、反則自由の八面地獄ピラニアデスマッチによる一騎討ちを提案。負けた方が勝った方の団体に吸収されるという条件を出す。
結果としては馬乗りにされて袋叩きになっている所を隠し持っていたフォークで三四郎の額や脇腹を刺して形勢逆転にしたり、また三四郎がピラニアの水槽にしがみ付いて踏ん張っている所を五寸釘のボードを投げ落として刺し、水槽に落とそうとする、火炎攻撃を見舞う、後述のトーチの炎を用いてのパワーボムを仕掛けようとする等、凄惨極まりないラフファイトで三四郎を幾度となく追い詰めるも、それでも不屈の精神で這い上がる三四郎から猛反撃を受け、最後は必殺技の垂直落下式のブレーンバスターを、トーチで焼け焦げて板張りが剥き出しになったリングに脳天から落とされ、フォール負けを喫した。
とにかく無茶苦茶な狂乱ファイトが身上で（ドリームチームに吸収された後もファイトスタイルは全く変えていない）、愛用の凶器である鎖鎌を用いて相手を斬りつけるか刺すかで流血に追い込んだり、火のついたトーチを使ったファイヤーデスマッチでは金山というレスラー相手に火の中にパワーボムを決め、皮膚移植の末半年も入院させるほどの重度3の大火傷を負わせている。その他にも何人ものレスラーを病人送りにしている「デスマッチの帝王」。その一方で義理人情に篤く、三四郎に負けドリームチームに吸収された後も三四郎のサポートに尽力したり、柳が負けたことで行き場を失ったプロ柔道の選手たちを引き受ける、リングリーダァの頃から付き合いがあるハガスポに連絡して赤城と三四郎の対戦を実現させるべく三四郎の取材をしてもらうように依頼する等、面倒見が非常に良い親分肌の人物でもある。デスマッチを繰り広げながらも、東三四郎のプロレス復帰を誰よりも喜んだ良き理解者。三四郎も世話になった今日子という妻がいたが、3年前にスクーターに乗って買い物に出たところ交通事故に遭い、死別。現在は一人息子の亮と一緒に暮らしている。
ヴァイパー政次（ヴァイパーせいじ）
リングリーダァで実力No.1と言われるレスラーで、ストロングスタイルを志向し美鈴のデスマッチ路線には常々対立しているが湯浅からは「お前の下手なストロングスタイルを見たがる客が何人いるか」と評されている。リングリーダァがドリームチームに吸収された後の試合で威勢良く三四郎に一騎討ちを挑むも、余裕でタックルを幾度と無く躱されて逃げられた末、逆に豪快なジャーマンス―プレックスを決められて撃沈。フォール負けを喫してしまい、その実力は三四郎に遠く及ばなかった。
シルバーバット
リングリーダァに籍を置く骸骨マスクを被ったレスラー。よく観客から「相変わらずガイコツの癖に太っている」と野次を飛ばされている。素顔はマスクを外しても大して変わらない顔をしている。桜五郎が、自分の正体を隠して三四郎達の前に現れる為に何度か狙われ、その都度締め落とされ、入れ替わられている。
オオカミ男
リングリーダァに籍を置く狼マスクを被ったレスラー。シルバーバット同様、マスクを外しても大して変わらない素顔をしている。また、試合で不利になると観客から「今日は満月じゃないから力が出ないのか!?」と野次を飛ばされている。
ジムグリ山田、プリティ・カン
リングリーダァに籍を置くレスラー達。三四郎たちを馬鹿にしており、屋台村での試合で成海頁二と2対1のハンデキャップマッチに挑み、開始直後にダブルラリアットを見舞って倒してそのまま場外に叩き落すも、観客の子供から餃子を一切れ失敬してパワーアップした成海からそれぞれ蹴りの一発ずつで逆に場外に吹っ飛ばされ、リングアウト負けを喫した。
湯浅（ゆあさ）
リングリーダァ代表。創設時から美鈴とともにリングリーダァを盛り上げてきた。
ドリームチームに吸収されることが決まったとき、「ヴァイパー（政次）たちと新しい団体を作った方がましだ」と言い残して離反しかけるが、ほどなく三四郎たちに強引に引き戻される。その後は営業スタッフとして積極的に活動し、厳しい台所事情のドリームチームを支えた。三四郎が赤城に勝利した後の興業で横浜文化体育館が満員になった時も、赤城戦で負った傷の為に参戦を渋る三四郎に「甘ったれるんじゃない！（ファンは）東三四郎を見たくてやって来ているんだぞ。それに五頭が作った借金がまだまだある事を忘れるな」と語り、営業面での手厳しさを見せる。

### プロ柔道
競技人口が多いにもかかわらず、柔道家が4年に一度しか表に出るチャンスが無いことに疑問を抱いた柳政紀が、自らの理想を持って柔道家の受け皿になるべく立ち上げた。かつて存在したプロ柔道を手本としており、アマ柔道家がプロに挑戦できるコーナー（プロに勝ったら10万進呈）とプロ柔道トーナメントの2本立てで興行を行う。まだ出来たばかりでそれほど知名度は無いが、気軽に見られる雰囲気と、元人気レスラーの柳の知名度から会場はなかなかの盛り上がりを見せていたが、エースである柳が赤城に敗れた為、評価が急落し単独興行を休止せざるを得なくなった。その後所属選手はドリームチームに吸収され、ドリームチームの興行の中でプロ柔道の試合を行っている。
柳 政紀（やなぎ まさのり）
現プロ柔道代表。プロ柔道世界チャンピオン。元超高校級の柔道選手でオリンピック候補だったが、高校時代の柔道大会で素人参加だった三四郎に負け、それ以来三四郎を終生のライバルと認め後を追ってプロレス入り。柔道殺法と噛み付きなどのラフファイトで五頭と肩を並べる新東プロの看板選手だった。新東プロ崩壊後も都合7年間に渡りプロレスを続けていたようだが、新たに長年の夢だったプロ柔道を旗揚げし、たまたま同じ会場で翌日に興行を控えていた柳が挨拶の為に三四郎たちの元を訪れた。プロ柔道振興の為、命運をかけてFTOの赤城に挑戦状を叩き付ける。
得意技は、「柳スペシャル（腕取り逆回って体落とし風投げ。今で言う逆一本背負いに近い）」。過去にこの技の3連発で馬之助が失神させられたことがある。
赤城戦では胴タックルを狙いに来る戦略を読まれ、わざと隙を作った赤城に狙い澄ました鋭角的なエルボーを叩き込まれて出血。それを皮切りに馬乗りになられた挙句非情なベアナックルパンチを容赦なく頭部に浴びせられ試合開始から僅か59秒でTKO負けに追い込まれる。その重いダメージにより、柳は一時植物人間となってしまうが、三四郎対赤城戦で三四郎の闘気が伝わったのか、意識を取り戻す。妻と二人の息子がおり、そのうち長男の竜一はオコノミマンのファンだが、正体が馬之助である事は知らない。
金田 麻男（かねだ あさお）
プロ柔道所属選手。高校時代、三四郎や柳の参加した柔道大会で三四郎と対戦し、破った男。おかっぱ頭でいつも名前を「キンタマオトコ」と呼ばれて、その度に訂正するのが定番の登場の仕方（プロ柔道の興行では複数の観客から「キンタマオトコ」コールがあり、一般にも愛称として定着している模様）。後にオリンピックで銀メダルを獲得し大学で先生をしていたが、次のオリンピック予選で判定負けを喫し目標を見失っていたところを柳からプロ柔道旗揚げの誘いを受け、その姿勢に共鳴しプロ柔道選手となる。柳を倒してプロ柔道世界チャンピオンになるのが夢。プロ柔道が活動を休止した際、美鈴の厚意でドリームチームの世話になる。外見はとぼけた感じだが相当の実力者であり、田中プロレスとの対抗戦で、受身の取れない背負い投げでプロレスラーを失神させた。
ピーター・キンタマニー
元オランダのオリンピック代表候補のプロ柔道選手。名前のインパクトがかなり強烈で名前を読み上げようとしたリングアナウンサーを絶句させたり、また三四郎や馬之助達はズッコケてしまい、「な、なんなんだねキンタマニーとは!!」「（対戦相手が金田麻男だけに）これじゃあ日本対オランダのキンタマ対決やがな!!」と突っ込みを入れている。しかし実力は本物でプロ柔道トーナメントでは1回戦で金田麻男から足払いを掛けられる（公式戦では一本勝ちだが、プロ柔道では無効との事）も、逆にアンクルロックを仕掛けて逆転のギブアップ勝利を飾ってからはそのまま優勝を果たした。次回の柳との対戦権を得るが、柳が赤城戦を優先させたため、作中では未対戦。ハンサムで日本にも追っかけファンがおり、躊躇なく「キンタマニーコール」を送っている。金田同様、プロ柔道が活動休止となった際、ドリームチームの世話になり、田中プロレスとの対抗戦にて対戦相手のプロレスラーに圧勝する。
チョチョンマンチ・マキチョチハ
身長2mを越すロシアの元無差別級チャンピオン。柳の持つプロ柔道世界タイトルマッチに挑むも、柳スペシャルを喰らいあっさり敗北。結構インパクトのある名前のようで、馬之助は「こんな名前のロシア人、ホンマにおるんかいな?」と呟いている。
淀橋 亀夫（よどはし かめお）
アマチュアの柔道家で、2段の腕前を持つ。アマ柔道家がプロに勝ったら10万円贈呈するコーナーに「よ～し、10万円はいただきだ!!」と宣言して意気揚々と挑戦しようとするも、試合前に稽古の一環としてやらかした「辻斬り」ならぬ「辻投げ」の被害者の男性から通報を受けた警察官達に強制連行され、出場が叶わなかった。

### FTO
元々は五頭が立ち上げたプロレス団体であり、「子供からお年寄りまで楽しめるプロレス」を標榜し、彼を先頭に各プロレス団体の中でも筆頭の人気を誇っていたのだが、五頭が赤城との世代交代の闘争に敗れてからは赤城が筆頭レスラーとなり、それまで標榜していたプロレスのスタイルカラーを排し、新たに格闘技カラーの強い団体に変更し、改めて絶大な人気を博している。
赤城 欣市（あかぎ きんいち）
世代交代で五頭を完膚なきまでに叩きのめし、自らFTOエースの座に君臨した実力派レスラー。格闘技志向のプロレスを展開し、相手の技を受けず、ロープにも飛ばないといういわゆるUWFスタイルの旗手として絶大な人気を得る。脂肪を殺ぎ落としたしなやかな肉体を誇り、「キングオブFTO」「格闘キング」の異名を持つ。試合では非常に理論的に攻撃を組み立て、わざと隙を作ってそこに罠をはって仕留めるのが得意。しかし裏に回れば変質的なねちっこい性癖を持つ真性のサディストで、対戦相手を破壊することも厭わず、下手すれば相手を殺しかねない程痛めつける。戦争マニアであり、自宅には各国の戦場写真集やモデルガン収集などもしている。そのあまりに片寄った性格形成はすべて母・みどり（後述）の異常性に影響されたものである。
元新東プロの新人レスラー時代、デビュー戦で三四郎と対戦。頭突きで流血させられた上に必殺のブレーンバスターで完膚なきまでに叩き潰されるという本物のプロの洗礼を浴びて惨敗。しかし負けてなお三四郎を追いかけて背後から攻撃をしようとした程の闘争心を持つ。新東プロでの1年目では65戦61勝4敗。負けた相手は、三四郎の他に五頭、田中、柳。それらの相手には全員リマッチで勝利しなおかつ大怪我を負わせ再起不能にさせるという残虐かつ陰湿な復讐を行い、最後の復讐を果たすべく三四郎に狙いを定めてきた。その後に東三四郎の付き人となるも、プロレスとは別にあらゆる格闘技道場に出入りし今のスタイルを築き上げた。三四郎は色々な意味で可愛がったつもりでいるが、当人はそれを快く思っておらず（リングネームを「スネーク赤城」と付けられた等）、自分の野望の為に邪魔になるであろう三四郎を常に心の中で警戒していた。暫く対戦を避けつづけていたが、三四郎が直接赤城の下に乗り込んできたことで「負けたらリングから降りて引退する」事を条件に遂に対戦を承諾する。
実生活の上ではCMで人気の女性タレント亜紀形ひなこと交際しているところを写真週刊誌にキャッチされているが、心の中では新人時代に自分に優しくしてくれた志乃の事を未だに忘れられずにいる。異常極まりない母親のせいで子供の頃から愛情を全く知らず、暴力一辺倒で育ったために盲目的な愛し方しか出来ず、最初のファイトマネーで志乃に自転車を買ってプレゼントしたまではよかったが、追加で80万円のダイヤの指輪まで贈ろうとし、気持ち悪がった志乃に返して来いと言われ拒否された。また未確認ながら新東プロ時代に志乃の入浴現場を覗いていたかもしれない疑惑も持たれていた（本編最後の試合となった三四郎対赤城戦の終了後、桜五郎の仕業だったことが判る）。それだけに三四郎が志乃を奪っていったと決めつけており、三四郎に対する憎悪（周りからすれば全くの逆恨み）は深く、三四郎の対戦要求を受けた際に「私はあなたに試合で勝ちたいんじゃない。殺してやりたいんだ」と不敵な笑みを浮かべながら発言した。
そして大阪城ホールで行われた三四郎との決戦では、当初こそすぐにマウントを取ってパンチの連打を見舞う等、ものの1分で勝負が決まるほどに優勢だったものの、三四郎の天性の実力と頑強さに次第に追い詰められ、終盤には自らが「相手の協力無しでは出来ない」と馬鹿にしていた筈のプロレス技（ラリアット、バックドロップ等）を受ける羽目になる。それでも負けたくない一心で三四郎に急所攻撃（股間への殴打）や左耳への噛み付きを見舞うが、却って三四郎の怒りを買い、容赦の無い強烈なヘッドバッドの乱打で顔面を派手に血塗れにされた末、とどめに決められた垂直落下式ブレーンバスターによって遂にKO負けを喫した。その後、母親の逮捕に加え、亜紀形ひなこから婦女暴行容疑で訴えられたため、雲隠れした。
愛車は横浜ナンバーの黄色のポルシェ・911カレラ。なお、名前の表記は第3巻以降から「赤城欣一」に変わっている。
野呂（のろ）
赤城の片腕としてFTOを支えるレスラー。しかし血の気が多く、町でたむろしている不良たちにわざと喧嘩を吹っ掛けて叩きのめして憂さ晴らしをする等、あまり出来た人間ではない。新東プロの新人レスラー時代に三四郎から「ノロマのノロスケ」と呼ばれ、赤城対柳が行なわれた日本武道館で赤城に抗議をしようとした三四郎を制止するも、その際に殴られた事に対する遺恨を抱いている。赤城が現在のプロレス界で最強であるという事を少しも疑ってもいなかったが、三四郎との対戦で赤城が反則攻撃をした上、返り討ちに遭い血塗れにされた姿を見て「終わりだ・・・」と諦めの表情を見せている。
曙（あけぼの）
野呂と共にFTOを支えるレスラー。元新東プロ出身で、新人レスラー時代から三四郎のポテンシャルの高さを良く知っているだけに、内心では「三四郎が本気を出したら、今の赤城でも敵わないのではないか」とオドオドしている。

### こんぴらプロレス
四国を拠点とするローカルプロレス団体。
丸亀 鶴丸（まるがめ つるまる）
こんぴらプロレスのエース。元パワーリフティング&アームレスリング世界チャンピオン。「～やき」等の土佐訛りのある喋り方と「デッシッシッシ」と笑う癖があるのが特徴。メインイベントで自分の相手だったグレート・タミーが出場をキャンセルした為、週刊ハガスポの表紙になっていた三四郎に興味を示し対戦相手に指名した。日本におけるNo.1のパワーファイターで、力任せの攻撃が得意。実は2年前に赤城と対戦していて3分12秒チョークスリーパーで敗れているが、赤城相手に3分持った男という事で四国では英雄になっている。
その赤城との一戦を河口から聞いた三四郎は試合前のマイクパフォーマンスで「このつるっぱげを（赤城がKOした時間である）3分12秒以内にKOします。もし出来なければ、ここでヌードになってやろうじゃないか!!」と丸亀を挑発しつつ、宣言。流石にヌードは大いに嫌った観客だが、うち一人が「だったら入場料全額返還ならどうだ!?」と三四郎に提案。それを聞いた他の観客も「そうだそうだ！レスラー人生は賭けなくて良いから金賭けろ!!」と煽り、結果的に三四郎は観客から強制的に許諾される形で試合を始める事となった（なお、その入場料は総額が150万円程あり、五頭も「ただ『勝つ』とだけ言えばいいものを、また俺に首を吊らせる気か!!」と大憤慨していた）。
試合では丸亀も「安心しろ、俺も逃げて時間を稼ぐような事はしない。逆にお前を3分12秒以内に倒してやる!!」と言い切り、真っ向から三四郎に立ち向かう。後述のアイアンクロ―を用いて三四郎を苦しめるが、逆に三四郎もアイアンクロ―で応酬。両者共に眦から流血するほど壮絶になるが、最後は三四郎の豪快なジャーマンスープレックスで倒された後に背後に隙を作られ、赤城同様にスリーパーホールドで締め上げられた末に丁度3分12秒で失神KO負けを喫した（ただし、実際には丸亀は僅かながら顎でガードしていた為に首を完全に締め上げられておらず、タイムリミットが迫って焦った三四郎が一か八かで強烈な頭突きを見舞い、丸亀を失神KOさせたのが真相）。
得意技は南瓜をも握り潰す程、強靭な握力を生かしたアイアンクロー。

### 田中プロレス
新東京プロレスの実力派レスラーだった田中敬三が立ち上げたプロレス団体。女子プロあり、格闘技系ありとバラエティに飛んだ試合を組める、それなりに陣容が揃った準メジャー級団体。
田中 敬三（たなか けいぞう）
田中プロレス代表取締役社長。元新東プロ所属。三四郎達の先輩レスラーで、ファイトスタイルは地味だが和製カール・ゴッチと比喩されるストロングスタイルの実力者。新東プロの若手選手はこの田中に勝って初めて海外修行に出る事を許されていたことから「アメリカの壁」と呼ばれていた。誌面を通じて赤城への挑戦をぶち上げた三四郎に対し「俺たちと戦え!来月後楽園ホール抑えてあるから来い!」と挑戦状を送ってくる。三四郎たちは「要は俺たちに出てくれってことなのか?」「田中先輩にはいろいろおごってもらったし断りきれん」と参戦を決意する。
新東プロでは先輩レスラーでありながら、三四郎と9回シングルマッチで対戦して9敗と全く敵わなかった（三四郎のデビュー3戦目の対戦相手で、三四郎はこの時の試合ですでに田中に勝っている）。それ故三四郎の実力を良く知っていて、三四郎なら赤城に勝てると踏んで、実力が鈍っていないか確かめるテストの意味で自らの団体に呼び込んだ。
1年前に赤城と一騎討ちを行なったが容赦のない膝関節蹴りを喰らい膝を壊して長期欠場。その影響で客足が遠のき経営が悪化、その日の食事にも事欠く有様で、三四郎たちの参戦前日に不渡りを出してしまった。つまりこの日が田中プロレス最後の自主興業だった。
田中プロレス解散後、同団体に所属していた宗村と共に工事現場で働いたりしていたが三四郎対赤城戦の後、ドリームチームのメンバーとして復帰した。
ギララ・ミカ、安生洋子（あんじょう ようこ）
キャンディ&ほたる組とタッグマッチで対戦した相手。ギララはペイントレスラー。ジャンピング・パワーボムやブレーンバスターを使い、ほたるを痛めつける。
安生洋子は顔が某男子レスラーに似ていて、得意技は反則攻撃と「女サソリ固め」。
試合前にファンがほたるの立ち姿に一斉に靡いてしまった事に激昂し、ギララと共に安生は徹底的に各種の関節等でほたるをグロッギー寸前になる程痛めつけ、とどめで仕掛けた女サソリ固めでほたるを仕留めようとするも、意地でもギブアップをしないほたるはリング下で撮影していたカメラマンから「悪いけど、後で五頭って人に請求してくれる?」と断りを入れた後、カメラを奪い取って反撃。安生がまともに凶器攻撃を受けて怯んでしまった隙にほたるは更にドロップキックを仕掛けた（この時は安生に躱されてしまい、不発）後、自力で逃れてキャンディ藤原と替わる事に成功。安生は後一歩の所で逃してしまう。
キャンディ藤原には強気な態度で前述のPPW女子プロレスを脱退した理由を公衆の面前でバラしてしまった為に彼女の怒りを買ってしまい、頭突きやハイキック、強烈なヘッドロックを仕掛けられた末にコンビネーションプレーでほたるからのドロップキックをまともに喰らい、とどめにはファイアフライスペシャルで沈められ、逆転フォール負けを喫した。
中村 成利（なかむら なりとし）
田中プロの所属レスラー。ドリームチームの一員として上がった金田麻男とバーリトゥードルールで対戦。前述の金田の受身の取れない背負い投げ一発で顔面から落とされ3分20秒で失神KO負け。
小笠原 鉄男（おがさわら てつお）
田中プロの所属レスラー。ドリームチームの一員として上がったピーター・キンタマニーとバーリトゥードルールで対戦。僅か2分15秒チョークスリーパーで失神KO負け。
デンジャラス山崎、サカーノ大助
田中プロの所属レスラー。凶器公認デスマッチで美鈴&五頭組と対戦。良い所の無いまま惨敗。
宗村 宗男（むねむら むねお）
田中プロの所属レスラー。趣味は時代劇観賞の25歳。田中が育てた秘蔵ッ子で、打撃、投げ、関節技、空中殺法と何でもこなすトータルファイター。現在の田中プロレスでは事実上のエースらしい。他流試合経験も豊富で、ヨーロッパ遠征時は「サムライ」と怖れられていた。「～でござる」等、武士のような口調の喋り方をする。田中と組んで三四郎&馬之助&成海のドリームチーム最強トリオをメインで迎え撃った。
試合開始直後、先陣を切って三四郎と対峙。格好付けて「さあ、かかってきなさい」と言おうとした三四郎に容赦無く掌底数発や飛び蹴り、バックドロップ、ムーンサルトプレス等を見舞い、前評判通りの技のテクニックを披露する。だが、持ち前のタフさと巧みな受け身で流し、ほぼノーダメージで切り抜ける三四郎から逆に息を切らすほどスタミナを奪われた上に反撃の掌底2発と膝蹴り一撃をまともに受けてしまい、撃沈する。
ウェイン・タムラック
田中プロの所属レスラー。田中と組んで三四郎&馬之助&成海のドリームチーム最強トリオをメインで迎え撃った。宗村が三四郎に撃沈された後、田中からの反撃要請で出撃するも、直後に馬之助からのコルバダで投げ倒された後、更に成海頁二のトップロープからのギロチンドロップを受け、止めに再び馬之助からお腹を弛ませて威力が増したジャンピングボディアタックを食らってしまい、良い所無くフォール負けを喫した。なお、そのフォールの際に田中がカットに入って助けようとするも、三四郎のラリアットに阻まれ、撃沈されている。

### その他
南小路 虎吉（みなみこうじ とらきち）
高校時代からの三四郎たちの友人。漫画家志望の傍ら三四郎たちと練習に励んでいた。現在は売れっ子漫画家として出世し、何本もの連載を抱える。三四郎の復帰を知り、払いすぎていた税金の戻りを使ってドリームチームに祝儀代わりの移動用ワゴン車と軍団旗を提供する。しかしその軍団旗に見せかけたものは、漫画の宣伝が書かれていた。代表作は『ウッシャ～マン』。愛車はホンダ・NSXである。
桜 五郎（さくらごろう）
かつての強豪ヒールレスラーで桜軍団の親玉。三四郎、西上、成海、南小路にプロレスの基礎から叩き込んだ師匠であり、今日の三四郎たちがプロレスで食べていけるのもこの男のおかげと言っても過言ではない。新東プロの社長だった塚原とはリングを降りれば親友であり、その為資金繰りが悪化していた新東プロの為に詐欺・恐喝行為を働いた疑いで逃走し指名手配に。しかも逃走中に暴れて警察官24人と一般市民8人に怪我をさせてしまったために傷害罪のおまけまで付いてしまった。美人の外国人の奥さんがいる。
三四郎対赤城戦が決まった際、三四郎を鍛える為にシルバーバットに無理矢理変装し、リング上で稽古をつける。未だにグラウンド技術は錆び付いておらず、三四郎も思わず驚いた。
塚原 巧（つかはら たくみ）
元新東プロ社長。日本でも有数のプロレス団体を持ちながらサイドビジネスに手を出して失敗し、団体崩壊の原因を作ってしまった。詐欺・恐喝容疑で刑務所に服役していたが、三四郎対赤城戦の前に出所してくる。だが、そこを待ち受けていた大勢のマスコミの三四郎と赤城の対決についての質問攻めに遭ってしまい、逃走。そのままフェードアウトした。
ザ・スノウマン
かつて、ひまわり軍団と行動を共にした外国人・覆面レスラー。全米でもトップクラスの超売れっ子レスラーだが、その後も新東プロレスの選手達とは交友関係を維持し、ドリームチーム旗揚げの際には五頭の頼みを快諾して来日。メインイベントで五頭と対戦、一方的に五頭を攻めた末にアルゼンチン･バックブリーカーで失神KOさせている。後に赤城対三四郎の一戦の直前に、「カミナリマン」の頃の三四郎と相対した外国人レスラー達と共に三四郎の応援に駆け付けた。
美鈴 亮（みすず りょう）
美鈴拳の一人息子。父を尊敬し、自身も中学を卒業したらプロレスラーになりたいと懇願するが、熱意だけでやっていけるほど甘い世界ではないことを知っている父から反対される。母親の不慮の事故死がトラウマとなっているが、三四郎やその周囲の人々と知り合い、精神的な成長を遂げる。三四郎の夜間トレーニングを見学した時、腕立て伏せ100回とヒンズースクワット1000回を言い渡され、「親父はお前ができる訳ないと思っているんだから、ギャフンと言わせてやれ」と励まされ、それから必死にトレーニングを積む。最終話でセンター分けの髪型から丸坊主に変え、学校の柔道部に入部した事を三四郎と志乃に話し、「10年後、三四郎に挑戦する」「一生（三四郎がプロレス界の）トップにいることは、俺が許しませんよ!!」と宣言した。
金沢 修子（かなざわ　のぶこ）
プロレス週刊誌『週刊ハガスポ』の記者。ドリームチームを取材するうち元桜軍団の高い実力と三四郎に興味を示し、対赤城戦を目指す三四郎に許可を取って、ハガスポの1面に「逃げるな、赤城!」と三四郎を表紙に載せて対戦を煽った。フットワークが良く、赤城の過去を知る為、わざわざ赤城の故郷に取材に行ったりもする。
栗針（くりはり）
『週刊ハガスポ』編集長。かつては新東プロの番記者だった。後輩記者である金沢の「東三四郎を表紙にしたい」という提案を聞き入れ、了承する。赤城のデビュー戦である対三四郎戦を取材で生で見ており、負けてもなお三四郎に食って掛かって行った赤城を目の当たりにして、「10年後のこの若者（赤城）の姿を見てみたい」という内容のコラムを雑誌に掲載した事がある。また三四郎と赤城の決戦では、「彼（赤城）はかつて東三四郎から「スネーク赤城」というリングネームを付けられた事を嫌っていたが、まさに（赤城は）蛇!!それも猛毒を持つキングコブラだ」「当初こそはオーソドックスに攻めていけば赤城は東三四郎に勝利していたのかも知れない。だが、東三四郎にはそれをさせない強運がある」と随所で赤城を高く評価するコメントを残している。興奮すると鼻水をたらす癖がある。
赤城 みどり（あかぎ　みどり）
赤城欣市の母親。田舎の一軒家にただ1人引きこもって住んでいる。凶暴で口が悪く、若い時から他人の幸せに対する嫉みと僻みが凄まじい、尋常ならざる被害者意識の持ち主。学生時代、星野という美人で評判の同級生を襲撃目的で校舎の裏に呼びだし、彼女の顔を石で徹底的に殴りまくって心身ともに一生消えない傷を負わせており、「あんときは気持ちよかったぺ～」といやらしい笑顔を浮かべながら息子に自慢する様はもはや狂人としか言いようのない領域に達している。息子には「（他人に）なめられるな」とだけ教え込み、愛情を一切与えなかった。その為、子供の頃の赤城は、ただ吠え掛かった同級生の飼い犬を火箸で滅多打ちにして殺したり、自分に対して媚びない者や注意した者には母親とともに容赦無い暴力を振るうなど、凶暴性のみが突出した子供として育っていった。近所の住人たちも「赤城が生まれてからの15年間は暗黒の時代だった」と当時を振り返っている。
三四郎対赤城の試合の後、前述の元同級生・星野の家に放火までして逮捕された（幸いにもトイレの一部を焼いただけで済んだ）。動機は黙して語らなかったが、実はその星野が宝くじで50万円を当てたことへの嫉みを息子に話しており、その報復だったと思われる（試合前、山ごもりのために帰郷した赤城は「いいじゃねえか。星野んちが50万当てたってよ」と宥めたが「よかねえっぺよ！」と怒り狂っていた）。
なお、その被害者である星野は、みどりから嫉みと僻みによる一方的かつ理不尽ないじめに遭わされ続けており、「死刑にしてください」「殺してください」と悲痛な叫びで訴えたほど。
参豪 辰巳（さんごう たつみ）
柔道の全日本強化コーチ。三四郎や馬之助、寅吉の同級生で柔道部の主将だった。三四郎たちを仲間にして団体戦で活躍。卒業後プロレスラーになった三四郎たちを今でも応援している。作者の別作である『柔道部物語』の登場人物、三五十五や西野新二を鍛え込んでいる。
伊呂毛 達譜利子（いろけ たっぷりこ）
西西放送の美人アナウンサー。三四郎の高校時代の同級生。三四郎対赤城戦のレポーターとして大阪城ホールに現れる。
工藤先生（くどうせんせい）
高校時代の三四郎の恩師でラグビー部顧問。夫人と一緒に大阪城ホールまで三四郎の応援に来ていた。
大恋愛の末に結婚した夫人は三四郎の姉であり、三四郎にとっては義兄でもある。
岩清水 健太郎（いわしみず けんたろう）
神出鬼没のヌードカメラマン。三四郎や馬之助の高校時代の同級生で友人。作中に時々現れては言葉巧みに女性を脱がせてヌード写真を撮っていく。売れっ子らしくヌード写真の入門書『女はみんな脱ぐべきだ』を出している。試合会場でその脱がせテクニックを見た河口が師匠と崇める人。
亜紀形 ひなこ（あきがた ひなこ）
CM等で人気を博している女性タレント。写真週刊誌に密会がキャッチされる程赤城とは交際がある。だが、性格はプライドが高い上に気が強く、赤城が柳政紀との一戦の後、彼女に招待したマンションの部屋の到る所に飾られている様々なモデルガンや、戦争写真集を見て「趣味悪い」「貴方はリングの外でもイカレてる」と堂々と言い切ったり、赤城が「こっちに来い」とソファーの隣の席に来るように促すも「あたしに指図をしないでよ!!」とハッキリと拒む所がある辺り、あまり仲が良いとは言えない模様である。挙句の果てには志乃の写真が入ったアルバムを見付け、赤城から「お前とは住む世界が違う、天女のような人だ」と志乃と比べられた事に激昂。「こんな変態野郎とは思わなかったわ!!」と吐き捨て、そのまま赤城とは破局する。だが、後に三四郎との一戦で敗れて自暴自棄となった赤城から婦女暴行を受けた模様で、記者会見では1億円の賠償金を訴えた上に、「出来る事なら私も（赤城を）ブレーンバスターでぶちのめしてやりたい」と号泣ながらにコメントを残している。